# Grã-Bretanha nos Jogos Olímpicos de Inverno da Juventude de 2012
A Grã-Bretanha participou dos Jogos Olímpicos de Inverno da Juventude de 2012, realizados em Innsbruck, na Áustria. A delegação nacional contou com um total de vinte e quatro atletas, que disputaram dez distintas modalidades.

## Medalhas conquistadas
A Grã-Bretanha conseguiu uma única medalha na competição, de prata, terminando assim na 24º colocação entre os países participantes.
| Medalha | Nome                        | Esporte   | Evento         | Data   |
| ------- | --------------------------- | --------- | -------------- | ------ |
| Prata   | Mica McNeill Jazmin Sawyers | Bobsleigh | Dupla feminina | 22 Jan |